# Pohgading (Pringgabaya)
Pohgading is een bestuurslaag in het regentschap Oost-Lombok van de provincie West-Nusa Tenggara, Indonesië. Pohgading telt 9277 inwoners (volkstelling 2010).